# Zonder titel (Johan Sterenberg)
Aan het Drie Burgpad in Amsterdam-Oost staat een artistiek titelloos kunstwerk van Johan Sterenberg.
Aan genoemd pad liggen allerlei sportvelden. Bij de ingang van onder meer JOS Watergraafsmeer staat een vlaggenmast bij de scheiding van de sportvelden. Deze vlaggenmast ziet eruit als elke andere vlaggenmast. maar er is een klein verschil. Het voetstuk van de mast is ontworpen en/of gemaakt door de beeldhouwer Sterenberg. Op het eerste oog is er nauwelijks bijzonders te zien aan deze natuurstenen houder. Pas als men er vlak voorstaat zijn in het bovenstuk enkele kleine en onopvallende beeldhouwwerkjes te zien. Sterenberg toont een aantal situaties die in het voetbal voorkomen (bijvoorbeeld passeerbewegingen en een reddende doelman).
Marjolijn de Cocq bezocht dit beeld in 2004 voor de rubriek "Blikvangers" in Het Parool. Ze constateerde dat het uiterlijk van de houder erg leek op een kleine versie van het 21e-eeuws plaskruis. Ze ging ook te rade bij Henk Hofstede, als liedjesschrijver van Nits onlosmakelijk verbonden met JOS via single J.O.S. days, die bij JOS een startende en afgeborken carrière als voetballertje had. Hij kon zich in 2024 niets van dit beeld herinneren. 

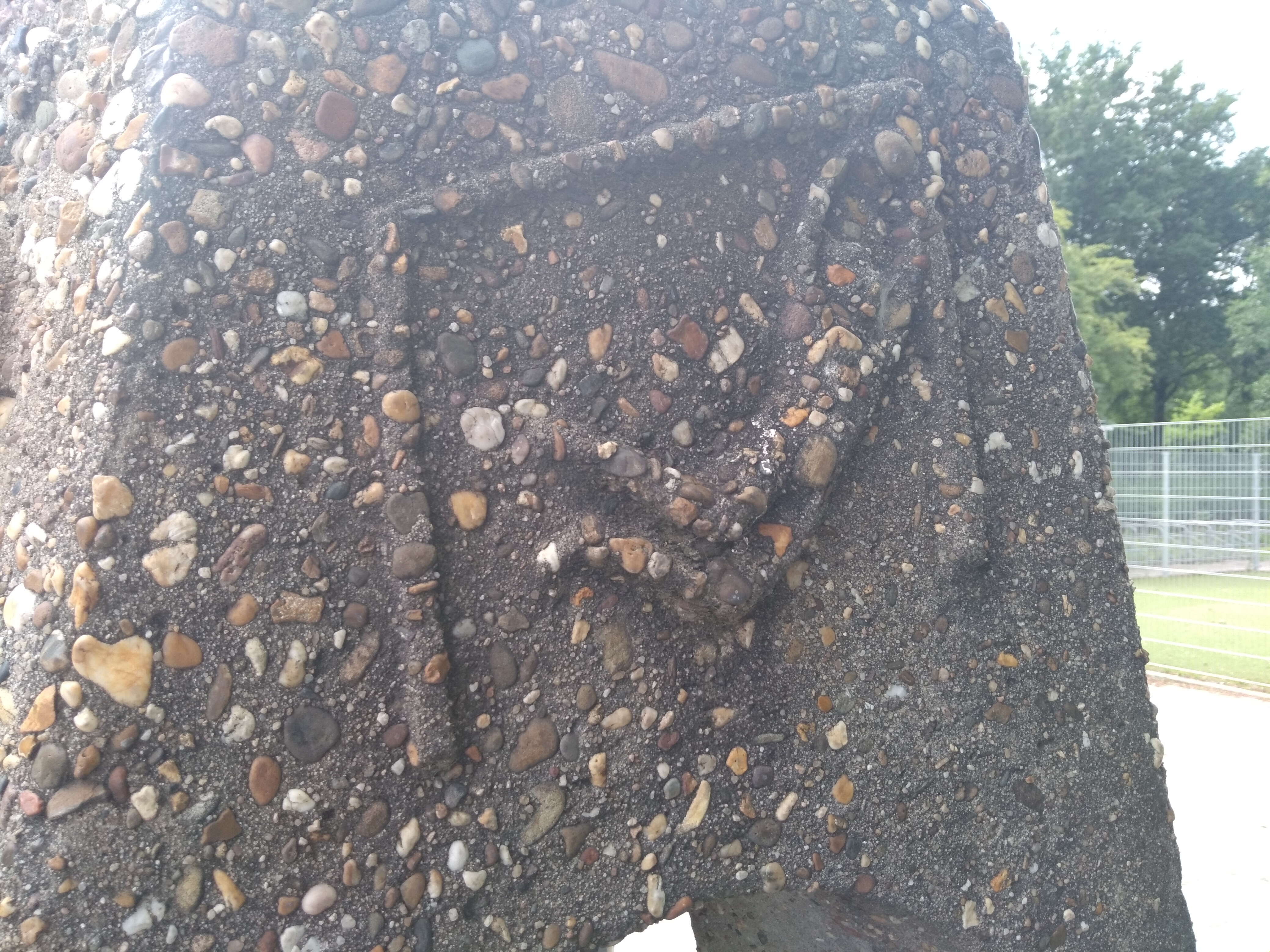
Doelman (juli 2021)